# واکنش‌دهنده محدودساز
در یک واکنش شیمیایی عناصر یا ترکیبات شرکت‌کننده در واکنش به نسبت ضرایب استوکیومتری وارد واکنش می‌شوند. در واکنش‌های شیمیایی واقعی همواره مقدار واکنش دهنده‌ها به نسبت ضرایب استوکیومتری نیست در نتیجه یکی از واکنش دهنده‌ها به‌طور کامل مصرف می‌شود و در در مقابل مقداری از واکنش دهنده دیگر به صورت واکنش نداده باقی خواهد ماند. به واکنش دهنده‌ای که به‌طور کامل واکنش می‌دهد، واکنش دهنده محدود ساز یا محدودکننده(به انگلیسی: Limiting reagent) گفته می‌شود. تشخیص واکنشگر محدودکننده به مقدار واکنش دهنده‌ها و ضرایب استوکیومتری بستگی دارد.
تعریفی ساده‌تر برای واکنش دهنده و فراورده:
به فرمول شیمیایی زیر توجه کنید:(از چپ به راست خوانده می‌شود)
گرما ونور+بخار اب+گاز کربن دی‌اکسید= (تحت تأثیر گرما) گاز کربن دی‌اکسید+ شمع (هیدروکربن)
در این تغییر شیمیایی، گاز و شمع که دچار تغییر شیمیایی می‌شوند واکنش دهنده نامیده می‌شوند و به بخار اب و گاز کربن دی‌اکسید و گرما و نور که در اثر تغییر شیمیایی تولید می‌شوند فراورده می‌گویند.